# Dobrova-Polhov Gradec
Dobrova - Polhov Gradec là một khu tự quản (tiếng Slovenia: občine, số ít – občina) trong vùng Osrednjeslovenska của Slovenia. Dobrova - Polhov Gradec có diện tích 117.5 km2, dân số là theo điều tra ngày 31 tháng 3 năm 2002 là 6691 người. Thủ phủ khu tự quản Dobrova - Polhov Gradec đóng tại Dobrova.